# کودئین-۶-گلوکرونید
کودئین-۶-گلوکرونید (به انگلیسی: Codeine-6-glucuronide) یک ترکیب شیمیایی با شناسه پاب‌کم ۵۴۸۹۰۲۹ است.